# Mahadewa (hinduizm)

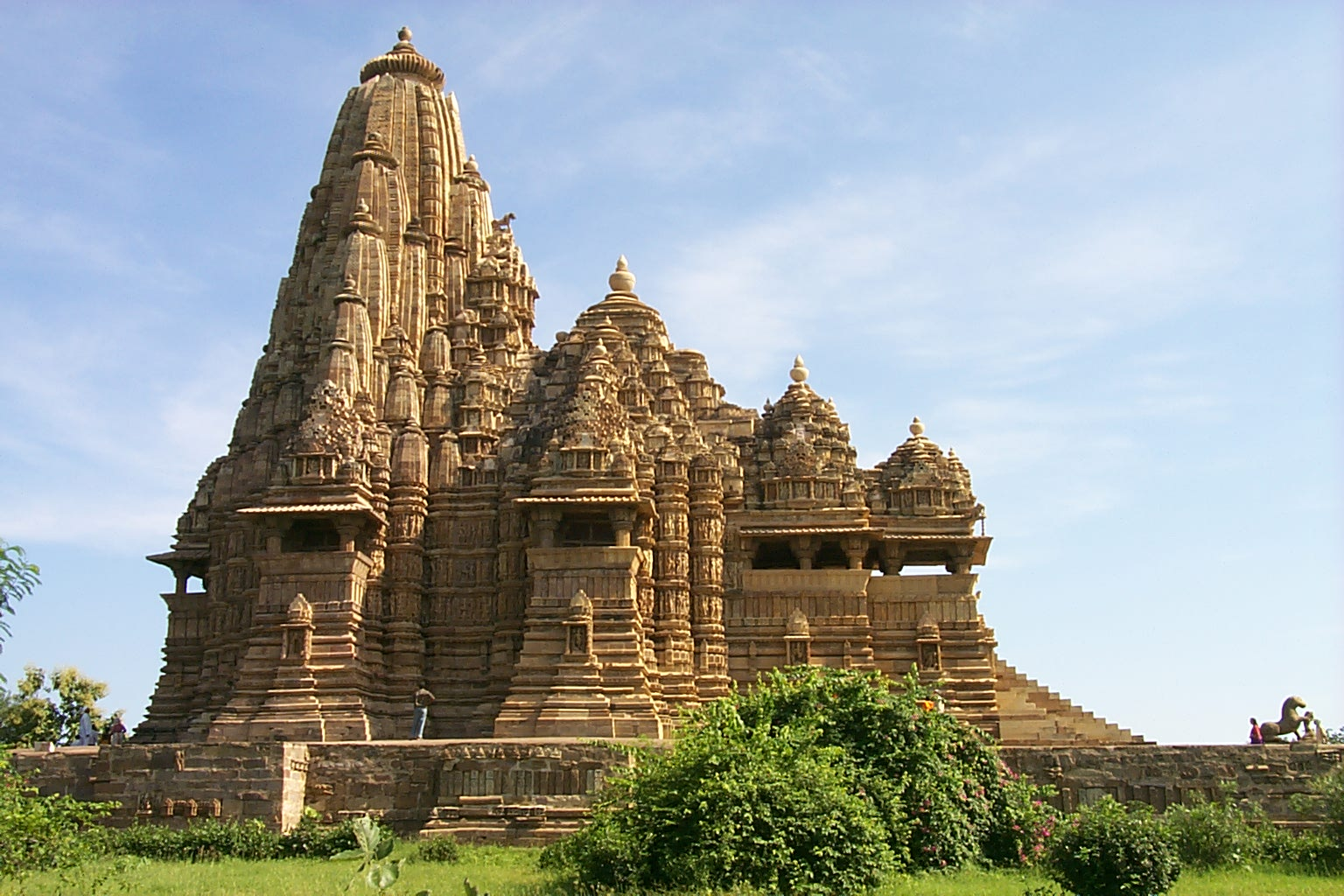
Świątynia Mahadewy w Khadżuraho

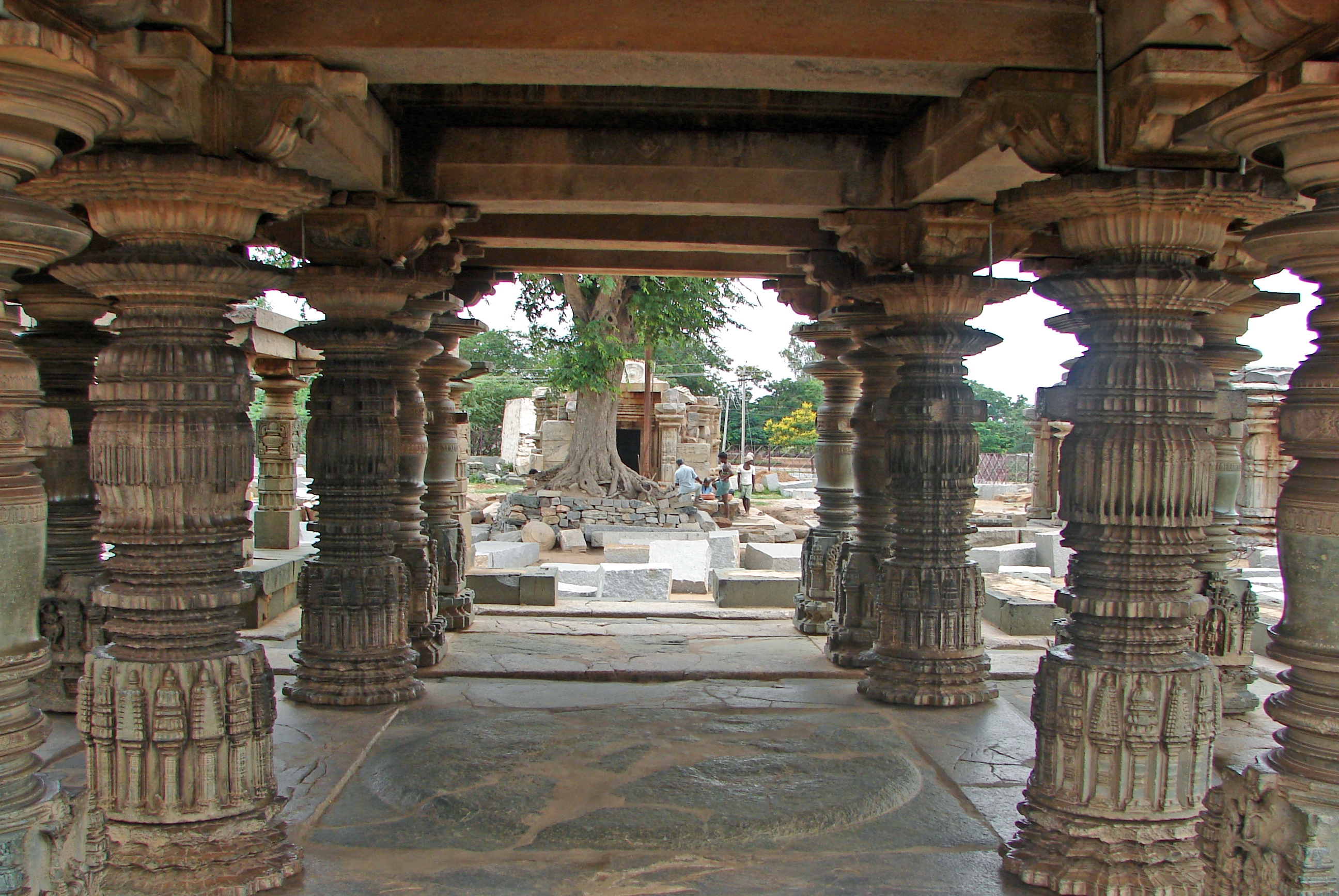
Pawilon świątyni Mahadewy w Itagi

Mahadewa (Mahādeva) – dosłownie „Wielkie Bóstwo”, „Wielki Bóg” lub „Wielkie Światło”. Jedna z głównych, najwyższych form Śiwy w hinduizmie. Podlega szczególnej czci u wyznawców śiwaizmu i uważany jest za dobrotliwą i łaskawą formę absolutu, obdarzającą swoich czcicieli oświeceniem. Mahadewa to w śiwaizmie tak zwane „czyste imię” Śiwy.
Podstawowa bardzo popularna w Indiach wielka modlitwa – Mahamantra do Mahadewy to:
Om Namo Bhagawate Mahādewāja! – Chwała Panu Bogu Wielkiemu, Bogu Wielkiej Światłości! (różaniec 108× lub 1008×)
Imię Mahadewa w odniesieniu do Śiwy wymieniane jest m.in. w księgach „Śiwa Purana” i „Linga Purana”.
Kult Mahadewy rozpoczyna w śiwaizmie tak zwaną wyższą drogę idealizowania pół-boga w postaci wszechducha, absolutu czy nieskończonej światłości w odróżnieniu od niższej ścieżki, która używa wyrazistych osobowych personifikacji bóstw.